# Boitron
Boitron é uma comuna francesa na região administrativa da Normandia, no departamento Orne. Estende-se por uma área de 13,69 km². Em 2010 a comuna tinha 362 habitantes (densidade: 26,4 hab./km²).